# کوه کیچنر
کوه کیچنر (به انگلیسی: Mount Kitchener) یک کوه در کانادا است که در آلبرتا واقع شده‌است. کوه کیچنر ۳٬۵۰۵ متر بالاتر از سطح دریا واقع شده‌است.